# 周慧瑛
周慧瑛（1955年1月20日—），中華民國（臺灣）政治人物，臺北市人。北一女中畢業、東海大學外文系學士、國立政治大學行政管理碩士班肄業。

## 生平
臺灣戒嚴時期，與夫婿蔡有全攜手支持黨外運動，蔡有全因主張臺灣獨立而遭到中國國民黨政府拘捕入獄，1989年周慧瑛代夫出征，出馬角逐臺灣省議會議員，以「十三萬票」順利當選。1998年凍省後，周慧瑛問鼎立法院，代表民主進步黨蟬聯兩屆立法委員。
2005年，周慧瑛因為被陳水扁政府提名為監察院第四屆監察委員，而未參與第六屆立法委員選舉。然而，在野的中國國民黨杯葛反對，提名案未能通過，周慧瑛返回黨職，擔任民主進步黨中央評議委員、臺北縣（今新北市）婦女發展委員會會長。
2017年8月，受蔡英文政府之邀，出任兆豐金控旗下事業體董事長，執掌客戶文件寄送、資料封存等行政管理作業。

## 外部連結
- 立法院（页面存档备份，存于）